# Canton de Migné-Auxances
Le canton de Migné-Auxances est une circonscription électorale française située dans le département de la Vienne et la région Nouvelle-Aquitaine.

## Histoire
Un nouveau découpage territorial de la Vienne entre en vigueur à l'occasion des premières élections départementales suivant le décret du 26 février 2014. Les conseillers départementaux sont, à compter de ces élections, élus au scrutin majoritaire binominal mixte. Les électeurs de chaque canton élisent au Conseil départemental, nouvelle appellation du Conseil général, deux membres de sexe différent, qui se présentent en binôme de candidats. Les conseillers départementaux sont élus pour 6 ans au scrutin binominal majoritaire à deux tours, l'accès au second tour nécessitant 12,5 % des inscrits au 1er tour. En outre la totalité des conseillers départementaux est renouvelée. Ce nouveau mode de scrutin nécessite un redécoupage des cantons dont le nombre est divisé par deux avec arrondi à l'unité impaire supérieure si ce nombre n'est pas entier impair, assorti de conditions de seuils minimaux. Dans la Vienne, le nombre de cantons passe ainsi de 38 à 19.
Le canton de Migné-Auxances est formé de communes des anciens cantons de Mirebeau (10 communes), de Neuville-de-Poitou (8 communes) et de Poitiers-1 (1 commune). Il est entièrement inclus dans l'arrondissement de Poitiers. Le bureau centralisateur est situé à Migné-Auxances.

## Représentation
| Période élective | Période élective | Mandat | Mandat   | Identité          | Nuance | Nuance | Qualité                                                                                                 |
| ---------------- | ---------------- | ------ | -------- | ----------------- | ------ | ------ | --- |
| 2015             | 2021             | 2015   | 2021     | Benoit Prinçay    |        | LR     | Cultivateur céréalier Maire de Chouppes                                                                 |
| 2015             | 2021             | 2015   | 2021     | Séverine Saint-Pé |        | LR     | Cadre Maire de Neuville-de-Poitou 9ème Vice-Présidente chargée de l’aménagement numérique et des routes |
| 2021             | 2028             | 2021   | en cours | Benoît Prinçay    |        | LR     | Conseiller sortant                                                                                      |
| 2021             | 2028             | 2021   | en cours | Séverine Saint-Pé |        | LR     | Conseillère sortante 9e Vice-Présidente du Conseil départemental - Aménagement et Inclusion Numériques  |

### Résultats détaillés

#### Élections de mars 2015
À l'issue du 1er tour des élections départementales de 2015, deux binômes sont en ballottage : Benoit Prinçay et Séverine Saint-Pé (UMP, 30,17 %) et Hélène Junqua et Yves Rouleau (PS, 25,89 %). Le taux de participation est de 51,7 % (9 890 votants sur 19 131 inscrits) contre 51,35 % au niveau départemental et 50,17 % au niveau national.
Au second tour, Benoit Prinçay et Séverine Saint-Pé (UMP) sont élus avec 55,69 % des suffrages exprimés et un taux de participation de 51,28 % (4 887 voix pour 9 810 votants et 19 132 inscrits).

#### Élections de juin 2021
Le premier tour des élections départementales de 2021 est marqué par un très faible taux de participation (33,26 % au niveau national). Dans le canton de Migné-Auxances, ce taux de participation est de 31,44 % (5 947 votants sur 18 913 inscrits) contre 33,61 % au niveau départemental. À l'issue de ce premier tour, deux binômes sont en ballottage : Benoît Prinçay et Séverine Saint-Pé (Union à droite, 53,61 %) et Christelle Charrier et Gerald Garnier (Union à gauche, 29,27 %).
Le second tour des élections est marqué une nouvelle fois par une abstention massive équivalente au premier tour. Les taux de participation sont de 34,36 % au niveau national, 33,96 % dans le département et 32,04 % dans le canton de Migné-Auxances. Benoît Prinçay et Séverine Saint-Pé (Union à droite) sont élus avec 63,83 % des suffrages exprimés (3 590 voix pour 6 062 votants et 18 920 inscrits),,.

## Composition
Lors du redécoupage de 2014, le canton de Migné-Auxances comprenait dix-neuf communes entières.
À la suite de la création des communes nouvelles de Champigny en Rochereau et de Saint-Martin-la-Pallu au 1er janvier 2017, ainsi qu'au décret du 5 mars 2020 rattachant entièrement la commune nouvelle de Saint-Martin-la-Pallu au canton de Jaunay-Marigny, le canton comprend désormais quinze communes entières.
| Nom                                    | Code Insee | Intercommunalité  | Superficie (km2) | Population (dernière pop. légale) | Densité (hab./km2) | Modifier                                    |
| -------------------------------------- | ---------- | ----------------- | ---------------- | --------------------------------- | ------------------ | ------------------------------------------- |
| Migné-Auxances (bureau centralisateur) | 86158      | CU Grand Poitiers | 28,96            | 6 276 (2022)                      | 217                | modifier les données · modifier les données |
| Amberre                                | 86002      | CC du Haut Poitou | 15,63            | 565 (2022)                        | 36                 | modifier les données · modifier les données |
| Avanton                                | 86016      | CC du Haut Poitou | 10,80            | 2 227 (2022)                      | 206                | modifier les données · modifier les données |
| Champigny en Rochereau                 | 86053      | CC du Haut Poitou | 33,24            | 1 890 (2022)                      | 57                 | modifier les données · modifier les données |
| Cherves                                | 86073      | CC du Haut Poitou | 25,81            | 516 (2022)                        | 20                 | modifier les données · modifier les données |
| Cissé                                  | 86076      | CC du Haut Poitou | 16,92            | 2 875 (2022)                      | 170                | modifier les données · modifier les données |
| Cuhon                                  | 86089      | CC du Haut Poitou | 16,34            | 389 (2022)                        | 24                 | modifier les données · modifier les données |
| Maisonneuve                            | 86144      | CC du Haut Poitou | 8,97             | 324 (2022)                        | 36                 | modifier les données · modifier les données |
| Massognes                              | 86150      | CC du Haut Poitou | 13,59            | 271 (2022)                        | 20                 | modifier les données · modifier les données |
| Mirebeau                               | 86160      | CC du Haut Poitou | 13,84            | 2 144 (2022)                      | 155                | modifier les données · modifier les données |
| Neuville-de-Poitou                     | 86177      | CC du Haut Poitou | 17,06            | 5 465 (2022)                      | 320                | modifier les données · modifier les données |
| Thurageau                              | 86271      | CC du Haut Poitou | 35,29            | 732 (2022)                        | 21                 | modifier les données · modifier les données |
| Villiers                               | 86292      | CC du Haut Poitou | 10,87            | 955 (2022)                        | 88                 | modifier les données · modifier les données |
| Vouzailles                             | 86299      | CC du Haut Poitou | 15,77            | 563 (2022)                        | 36                 | modifier les données · modifier les données |
| Yversay                                | 86300      | CC du Haut Poitou | 5,95             | 636 (2022)                        | 107                | modifier les données · modifier les données |
| Canton de Migné-Auxances               | 8611       |                   | 269,04           | 25 828 (2022)                     | 96                 | modifier les données                        |

## Démographie
En 2022, le canton comptait 25 828 habitants, en évolution de −4,16 % par rapport à 2016 (Vienne : +0,6 %, France hors Mayotte : +2,11 %).
| 2013   | 2018   | 2022   |
| ------ | ------ | ------ |
| 26 272 | 27 084 | 25 828 |